# Мекенское сельское поселение
Мекенское се́льское поселе́ние — муниципальное образование в Наурском районе Чечни Российской Федерации.
Административный центр — станица Мекенская.

## История
Статус и границы сельского поселения установлены Законом Чеченской Республики от 14 июля 2008 года № 47-РЗ «Об образовании муниципального образования Наурский район и муниципальных образований, входящих в его состав, установлении их границ и наделении их соответствующим статусом муниципального района и сельского поселения».

## Население
| 2010  | 2012  | 2013  | 2014  | 2015  | 2016  | 2017  |
| ----- | ----- | ----- | ----- | ----- | ----- | ----- |
| 4161  | ↗4229 | ↗4289 | ↗4344 | ↗4384 | ↗4449 | ↘4396 |
| 2018  | 2019  | 2020  | 2021  | 2023  | 2024  |       |
| ↗4426 | ↘4421 | ↘4410 | ↗4881 | ↗4932 | ↗4949 |       |

## Состав сельского поселения
| № | Населённый пункт | Тип населённого пункта          | Население |
| - | ---------------- | ------------------------------- | --------- |
| 1 | Клинков          | хутор                           | ↗137      |
| 2 | Майорский        | хутор                           | ↘63       |
| 3 | Мекенская        | станица, административный центр | ↗4591     |
| 4 | Мирный           | хутор                           | ↘101      |